# Mucropedia cookorum
Mucropedia cookorum is een eenoogkreeftjessoort uit de familie van de Harpacticidae. De wetenschappelijke naam van de soort is voor het eerst geldig gepubliceerd in 1999 door Bouck, Thistle & Huys.